# Henry Hale
Henry E. Hale – amerykański politolog, rosjoznawca, profesor George Washington University.

## Życiorys
W 1988 ukończył studia licencjackie na Duke University w zakresie nauk politycznych, a w 1990 uzyskał tytuł magistra studiów regionalnych na Uniwersytecie Harvarda. W 1998 uzyskał na Uniwersytecie Harvarda stopień doktora nauk politycznych.
W latach 1995–1996 był stypendystą United States Institute of Peace. Od 2000 pracował jako wykładowca nauk politycznych na Uniwersytecie Indiana, a od 2005 w George Washington University, najpierw jako assistant professor, a od 2008 profesor nauk politycznych i spraw międzynarodowych. W latach 2007–2008 przebywał w Rosji jako stypendysta Fundacji Fulbrighta. Wykładał gościnnie na Uniwersytecie Europejskim w Sankt Petersburgu. Współpracuje z moskiewskim ośrodkiem Carnegie Endowment for International Peace.
Specjalizuje się w tematyce demokratyzacji, federalizmu, etnopolityki i regionalistyki w przestrzeni byłego Związku Radzieckiego.
Jest autorem wielu publikacji w anglo- i rosyjskojęzycznych czasopismach naukowych i analitycznych.

## Wybrane publikacje
- The Foundations of Ethnic Politics. Separatism of States and Nations in Eurasia and the World, NY: Cambridge University Press, 2008
- Why Not Parties in Russia? Democracy, Federalism, and the State, NY: Cambridge University Press, 2006
- The Makeup and Breakup of Ethnofederal States: Why Russia Survives Where the USSR Fell, Perspectives on Politics, 2005, doi 10.1017/S153759270505005X